# Dysoptus acuminatus
Dysoptus acuminatus là một loài bướm đêm thuộc họ Arrhenophanidae. Nó là loài duy nhất được tìm thấy ở type locality in miền nam Venezuela, nhưng nó chắc chắn sẽ được tìm thấy ở rừng mưa nhiệt đới đất thấp của Amazonia.
Chiều dài cánh trước là 5.7–6 mm đối với con đực. Con trưởng thành bay vào tháng 2.

## Etymology
The specific epithet is derived from the Latin acuminatus (pointed), in reference to the unique, relatively acute cucullus of the male valva.